# Colmier-le-Bas
Colmier-le-Bas è un comune francese di 21 abitanti situato nel dipartimento dell'Alta Marna nella regione del Grand Est.

## Società

### Evoluzione demografica
Abitanti censiti